# Смирнова, Екатерина Владимировна
Екатери́на Влади́мировна Смирно́ва (Лукичёва) — казахстанская слаломистка родилась в городе Аксу категории К-1W, мастер спорта международного класса по гребному слалому. Участница XXIX Олимпийских игр в Пекине, бронзовая призёрка Чемпионата Азии 2005 (Южная Корея) в категории 3-Кж., серебряная призёрка Чемпионата Азии 2008 г. (г. Бангкок, Таиланд) в категории 3-Кж, многократная участница Чемпионатов мира. По итогам Чемпионата Азии 2016 г. (г. Тояма, Япония) завоевала лицензию на выступление на Олимпиаде в Рио-де-Жанейро-2016.